# St. Nikolaus (Wartenberg)

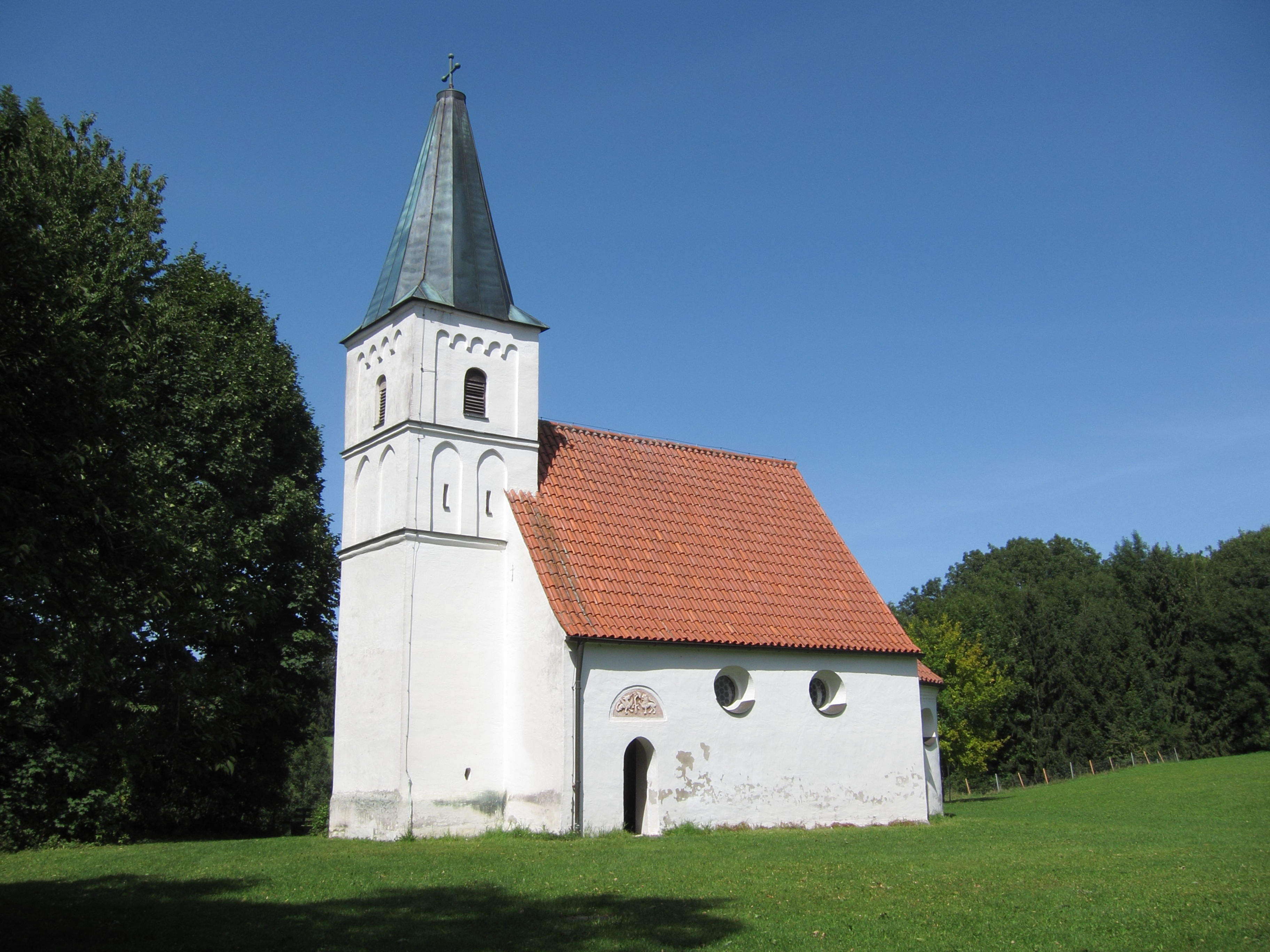
St. Nikolaus in Wartenberg

Die römisch-katholische Kapelle St. Nikolaus steht auf dem Berg der abgegangenen Burg Wartenberg in der Gemeinde Wartenberg im oberbayerischen Landkreis Erding. Sie ist in der Liste der Baudenkmäler in Wartenberg (Oberbayern) unter der Nummer D-1-77-143-3 eingetragen. Die Kapelle gehört zum Dekanat Erding im Erzbistum München und Freising.

## Beschreibung
In ihrer Bauart ist die Kapelle eine Saalkirche im romanischen und gotischen Stil; gebaut wurde sie im 12./13. Jahrhundert. Sie besteht aus dem Langhaus, der halbrunden Apsis im Osten und dem Kirchturm im Westen, dessen oberstes Geschoss den Glockenstuhl mit zwei Glocken enthält. Eine dieser Glocken wurde 1697 gegossen. Der achteckige spitze Helm des Turms ist mit Kupferblech gedeckt. Das Langhaus ist mit einer Flachdecke überspannt, die Apsis mit einer Halbkuppel.